# Sven Tode

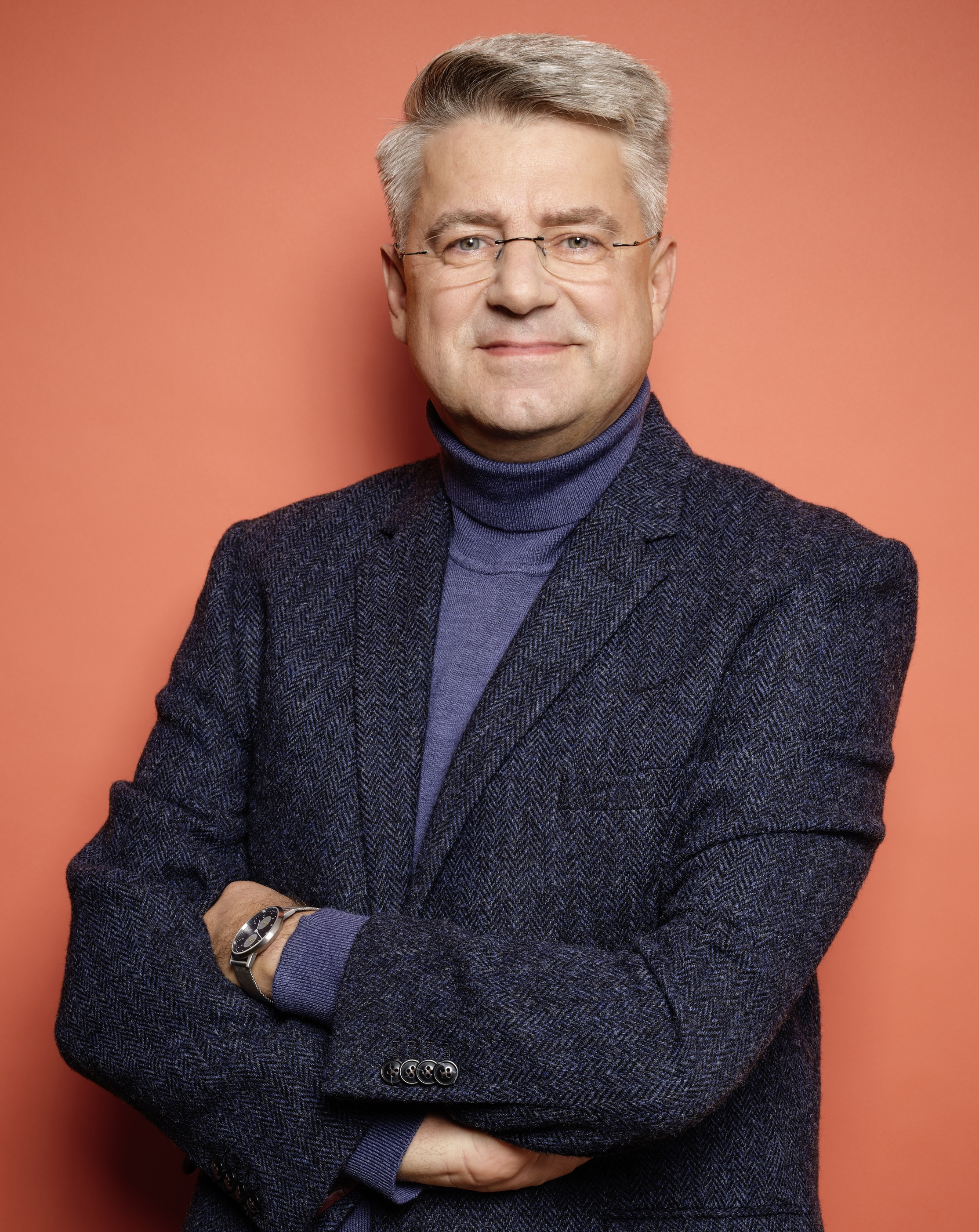
Sven Tode (2019)

Sven Tode (* 14. Dezember 1964 in Hamburg) ist ein deutscher Historiker, Autor, Politiker (SPD) und Hochschuldozent. Er war von 2011 bis 2025 Abgeordneter der Hamburgischen Bürgerschaft.

## Herkunft und beruflicher Werdegang
Tode wurde in Hamburg-Langenhorn als Sohn einer Artistin und eines Kaufmanns geboren. Nach dem Abitur studierte er in den Jahren 1984 bis 1989 in Hamburg und Norwich Mittlere und Neuere Geschichte, Alte Geschichte und Geografie. Im Jahr 1993 wurde mit der von der Friedrich-Ebert-Stiftung geförderten Arbeit Die Stadt im Bauernkrieg. Strukturanalytische Untersuchungen zur Stadt im Raum anhand der Beispiele Erfurt, Mühlhausen/Thüringen, Langensalza und Thamsbrück promoviert. Nach seiner Promotion war er zunächst als Lehrer an Hamburger Gymnasien sowie als Lehrbeauftragter an verschiedenen Universitäten tätig. In den Jahren 2002 bis 2006 lehrte er an der Universität Ermland-Masuren in Olsztyn (Polen) deutsche Landeskunde; in den Jahren 2008 und 2009 vertrat er die Professur für Geschichtsdidaktik an der Universität Kassel. Seit Juli 2015 ist Tode habilitiert mit einer Arbeit über Evangelische und katholische Gemeindeseelsorger in Preußen 1520–1772; er erhielt die venia legendi für Neuere und Neueste Geschichte und Didaktik der Geschichte. Er ist apl. Professor an der Europa-Universität Flensburg. Darüber hinaus ist er Vertrauensdozent der Friedrich-Ebert-Stiftung.
Tode ist Mitglied im Kuratorium der Forschungsstelle für Zeitgeschichte in Hamburg. Er ist zudem Vorsitzender der Copernicus Vereinigung für Geschichte und Landeskunde Westpreußens e.V.
Tode ist seit dem 1. Februar 2024 Präsident der Hochschule Flensburg.

## Politisches Wirken

### Partei- und Kommunalpolitiker
Tode trat im Jahr 1980 als 16-Jähriger in die SPD ein. Von 2008 bis 2025 war er Vorsitzender des Ortsvereins Barmbek-Uhlenhorst-Hohenfelde. In den Jahren 2008 bis 2011 war er Mitglied des Regionalausschusses Barmbek-Uhlenhorst-Hohenfelde-Dulsberg, ab August 2011 Mitglied der Bezirksversammlung Hamburg-Nord, in der er im Regionalausschuss sowie im Ausschuss für Bildung, Kultur und Sport mitarbeitete. Zudem war er von 2008 bis 2011 Deputierter in der Behörde für Wissenschaft und Forschung.

### Mitglied der Hamburgischen Bürgerschaft (2011 bis 2025)
Bei der Bürgerschaftswahl in Hamburg 2011 wurde Tode im Wahlkreis Barmbek – Uhlenhorst – Dulsberg direkt in die 20. Bürgerschaft gewählt. Dort saß er im Haushaltsausschuss, im Wissenschaftsausschuss, im Europaausschuss, im Ausschuss für Öffentliche Unternehmen sowie im Unterausschuss Personalwirtschaft und öffentlicher Dienst und im Unterausschuss IUK – Technik- und Verwaltungsmodernisierung.
Bei der Bürgerschaftswahl in Hamburg 2015 erlangte er in seinem Wahlkreis erneut ein Direktmandat und zog in die 21. Bürgerschaft ein. Dort war er Mitglied im Haushalts-, Wissenschafts- und Europaausschuss. Tode war Vorsitzender des Unterausschusses Personalwirtschaft und öffentlicher Dienst. Zudem war er bis zum Jahr 2020 Fachsprecher der SPD-Fraktion für Wissenschaft und Forschung.
Mit über 31.000 Stimmen gelang Tode bei der Bürgerschaftswahl in Hamburg 2020 erneut der Einzug als direkt gewählter Abgeordneter in die 22. Hamburgische Bürgerschaft. In dieser Legislatur fungierte er als Vorsitzender des Wissenschaftsausschusses sowie des Unterausschusses für Personal und öffentliche Verwaltung. Außerdem wirkte im Haushalts- und Europaausschuss mit.
Bei der Bürgerschaftswahl 2025 kandidierte er nicht erneut.

## Schriften

### Monografien
- Gottes Wort und Volkes Stimme: Katholische und Evangelische Gemeindeseelsorger im urbanen und ländlichen Raum Preußen 1520–1772 (Habilitationsschrift).
- Eine Welt in Glas, 1866–2016: 150 Jahre Noelle + von Campe Glashütte, Hamburg 2016.
- Zusammen mit Marco Hölscher, Unvergleichlich präzise = Vision, involvement, success: 100 Jahre Aluminiumwerk Unna, Hamburg 2014.
- Zusammen mit Beate John und Marco Hölscher, 50 Jahre Weltblick: GIGA German Institute of Global and Area Studies, Hamburg 2014.
- Zusammen mit Beate John und Marco Hölscher, 150 Jahre Deutz: Innovation Motor; vier Takte bewegen die Welt; the origin of hightech, Köln 2014.
- Zusammen mit Sandra Engel und Beate John, 175 years of Borsig: technology for a changing world, 1837–2012, Hamburg 2012.
- Zusammen mit Sandra Engel, The history of Plath: 1954–2012, Hamburg 2012.
- Zusammen mit Sandra Engel und Beate John, 175 Jahre Bosing: Technik für eine Welt im Wandel, 1837–2012, Hamburg 2012.
- Zusammen mit Stephan Paetrow und Sandra Engel, 50 Jahre Albis Plastic, Perspektive Kunststoff, Hamburg 2011.
- Zusammen mit Stephan Peatrow, 100 Jahre Otto Krahn. Von Hamburg in die Welt, Hamburg 2011.
- Zusammen mit Tim Sander und Stephan Paetrow, Hamburg, deine Laster, Transportgeschichten aus der Hansestadt, Hamburg 2010.
- Zusammen mit Stephan Paetrow und Marc. v. Lüpke-Schwaz, Mercedes-Benz Werk Hamburg, 75 Jahre im Zeichen der Originalität 1935–2010, Hamburg 2010.
- Zusammen mit Fabian Müller-Lutz und Sandra Engel, Techniker Krankenkasse, 125 Jahre Innovation und Sicherheit, Hamburg 2009.
- Zusammen  mit Sandra Engel, 150 Jahre Pioniergeist, Imtech Deutschland 1858–2008, Hamburg 2008.
- Zusammen mit Jan Straßenburg und Sandra Engel, Von null auf hundert in nur sechs Jahren, 1906–1912: Wir bauen Hamburgs erste U-Bahn, Hamburg 2007.
- Zusammen mit Sandra Engel, Hafen Stadt Hamburg, Von der Alster zur Elbe, Hafenentwicklung im Strom der Zeit, Hamburg 2007.
- Zusammen mit Jan Straßenburg, Sesam aus Indien, Früchte aus Südafrika, Vielfalt der Welt für die Qualität vor Ort. 100 Jahre Bäko Hansa, Hamburg 2007.
- Zusammen mit Matthias Eberenz, Genial aus Hamburg, Von der Erfindung zur Marke: Lippenstift und Zahnpasta, Rechenschieber und Tintenkuli, Hamburg 2006.
- Chronik des Hahn-Meitner-Instituts in Berlin, Hamburg 2005.
- The Gelita story. 125 Jahre DGF STOESS AG, Hamburg 2003.
- 150 Jahre J. L. Völckers & Sohn. Hausmakler in Hamburg, Hamburg 2003.
- Forschen – Heilen – Lehren: 100 Jahre Hamburger Tropeninstitut, unter Mitarbeit von Kathrin Kompisch, Hamburg 2000.
- Stadt im Bauernkrieg 1525 – Strukturanalytische Untersuchungen zur Stadt im Raum anhand der Beispiele Erfurt, Mühlhausen/Thür., Langensalza und Thamsbrück, Diss. Universität Hamburg 1993.
- Als Buch: Peter Lang, Frankfurt am Main 1994, ISBN 3-631-47240-4.

### Beiträge in Zeitschriften und Sammelbänden (Auswahl)
- Die Kreuzzüge als Musterfolie eines modernen Geschichtsunterrichts in Spiralcurriculum und Transfer, in: Felix Hinz (Hrsg.), Kreuzzüge des Mittelalters und der Neuzeit, Realhistorie – Geschichtskultur – Didaktik, Hildesheim 2015, S. 271–284.
- Zur Hamburger Bankengeschichte: Hesse Newman-Hamburger Handels- und Bankhaus, Teil 1, in: Hamburger Wirtschafts-Chronik, Neue Folge 10, hrsg. v. Sven Tode und Frank Hatje, Hamburg 2012 (im Auftrag der Wirtschaftsgeschichtlichen Forschungsstelle Hamburg e.V), Hamburg 2012, S. 111–162.
- Stadt und Raum: Überlegungen zum Stadt-Land-Verhältnis in der Frühen Neuzeit am Beispiel des Bauernkriegs in: Michael Gehler (Hrsg.), Die Macht der Städte, Von der Antike bis zur Gegenwart, Hildesheim u. a. 2011, S. 165–197.
- Zusammen mit Annemone Christans, Krankenkassen im Nationalsozialismus: Die Berufskrankenkasse der Techniker, in: Hamburger Wirtschafts-Chronik NF Bd. 8 (2009), S. 7–36.
- Zwischen Gott und der Welt: Obrigkeit und Seelsorger als Weltapostel? Zur Funktion von Predigt als politische Kommunikation, in: Debatten über die Legitimation von Herrschaft. Politische Sprachen in der Frühen Neuzeit, hrsg. v. Luise Schorn-Schütte, Sven Tode (Wissenskultur und gesellschaftlicher Wandel, 19) Berlin 2006, S. 87–125.
- Die Reformation in Preußen – Einheit und Vielfalt reformatorischer Bewegungen, in: Ralph Tuchtenhagen (Hrsg.), Aspekte der Reformation im Ostseeraum, Nordostarchiv, Bd. XIII, Lüneburg 2004, S. 201–265.
- Melanchton und der Bauernkrieg, in: Fragmenta Melanchthonia, Zur Geistesgeschichte der Frühen Neuzeit, Band 1, herausgegeben von Günter Frank und Sebastian Lalla, Heidelberg, Ubstadt-Weiher, Basel 2003, S. 87–103.
- Regionales Wirtschaften im Nationalsozialismus: Eberach am Neckar, in: Eberacher Geschichtsblatt 102 (2003), S. 163–191.
- Von der Fürsorge zur Verwaltung: Frühneuzeitliche Fürsorgepolitik in Danzig, in: Von der Barmherzigkeit zur Sozialversicherung/ De l'assistance à l'assurance sociale, hrsg. von Hans-Jörg Gilomen, Sébastien Guex, Brigitte Studer, Zürich 2002 (Schweizerische Gesellschaft für Wirtschafts- und Sozialgeschichte – Société Suisse d´histoire économique et sociale 18), S. 167–182.
- Fremd- und Zwangsarbeiter im Dritten Reich, in: Henri Labrie, Von Königsberg nach Hause, Erinnerungen eines niederländischen Zwangsarbeiters 1942–1945, herausgegeben, kommentiert und mit einem Vorwort versehen von Sven Tode, Hamburg 2002, S. 11–30.
- Conséquences et reperaissions de la guerre des Paysans (1525–1555), in: Luther et la Réforme 1525–1555. Le temps de la consolidation religieuse et politique, Paris 2001, S. 21–32.
- Soziale Verantwortung und Bürgerrecht in der Frühen Neuzeit: Das Heilig Geist Hospital und das Elisabeth Hospital in Danzig, in: Beiträge zur Geschichte Westpreußens 16 (1999), S. 95–123.
- Die Hanse – Lebenswirklichkeit und Mythos, Führungsblatt zur Gleichnamigen Ausstellung im Museum für Hamburgische Geschichte, Hamburg 1989.
- Zu den Livlandbeziehungen Herzog Adolfs von Schleswig-Holstein-Gottorf, in: Norbert Angermann (Hrsg.): Deutschland – Livland – Russland. Ihre Beziehungen vom 15. bis zum 17. Jahrhundert. Beiträge aus dem Historischen Seminar der Universität Hamburg, Verlag Nordostdeutsches Kulturwerk, Lüneburg 1988, S. 159–174.

### Herausgeberschaft

#### Sammelbände
- Debatten über die Legitimation von Herrschaft. Politische Sprachen in der Frühen Neuzeit, hrsg. v. Luise Schorn-Schütte, Sven Tode (Wissenskultur und gesellschaftlicher Wandel, 19) Berlin 2006.
- Krieg vor den Toren: Hamburg im Dreißigjährigen Krieg 1618–1648, hrsg. v. Martin Knauer und Sven Tode unter Mitarbeit von Niels Wiecker (Schriftenreihe des Vereins für Hamburgische Geschichte 60), Hamburg 2000.
- Henri Labrie, Von Königsberg nach Hause, Erinnerungen eines niederländischen Zwangsarbeiters 1942–1945, herausgegeben, kommentiert und mit einem Vorwort versehen von Sven Tode, Hamburg 2002 (Hamburger Wirtschafts-Chronik NF, Beiheft 5).
- Justus Strandes, Erinnerungen an Kindheit und Jugend und an die Kaufmannszeit in Hamburg und Ostafrika 1865–1889, hrsg. von Sven Tode, mit Beiträgen von Leonhard Harding und Felix Brahm, Hamburg 2004 (Hamburger Wirtschafts-Chronik NF, Beiheft 5).

#### Zeitschriften
- Preußenland. Jahrbuch der Historischen Kommission für ost- und westpreußische Landesforschung und der Copernicus Vereinigung für Geschichte und Landeskunde Westpreußens, ab Band 3 (2012) ff.
- Hamburger Wirtschafts-Chronik, Neue Folge, hrsg. v. Sven Tode und Frank Hatje (im Auftrag der Wirtschaftsgeschichtlichen Forschungsstelle Hamburg e.V.), Hamburg, ab Band 1 Neue Folge, Hamburg, 2001–2011 (Band 10).

### Lexikonbeiträge
- Biographien zu Carl Paul Beiersdorf und Oskar Troplowitz, in: Hamburger Biographie Band 1, Hrsg. von Franklin Kopitzsch und Dirk Brietzke, Hamburg 2001, S. 40–41, S. 318–319.

### Schulbuchbeiträge
- Radikale Programmatik im deutschen Bauernkrieg 1524/25: Die 11 Mühlhäuser Artikel, in: Materialien-Handbuch Geschichte Bd. 2, Köln 2000, ISBN 978-3-7614-2270-0, S. 305–312.
- Materialien zum Geschichtsunterricht Bd. 4, Hrsg. V. Hermann Wilmes, Köln 1995.